# انتخابات ریاست‌جمهوری سائوتومه (۲۰۲۱)
انتخابات ریاست‌جمهوری سائوتومه (به انگلیسی: 2021 São Toméan presidential election) در ۱۸ ژوئیه ۲۰۲۱ برگزار شدو از آنجا که هیچ‌کدام از کاندیداها اکثریت را در مرحله اول انتخابات به دست نیاوردند انتخابات به مرحله دوم کشیده شد و براساس برنامه قرار بود روز هشتم اوت انتخابات مرحله دوم برگزار شود اما بدنبال اعتراضاتی که به نتایج مرحله اول وارد گردید، مرحله دوم قرار شد ۲۹ اوت و مجدد تمدید شد و قرار شد در ۵ سپتامبر برگزار گردد. در نهایت در مرحله دوم کارلوس ویلا نوا از حزب عمل دموکراتیک مستقل با کسب ۵۸ درصد آرا بر رقیب خود گیل‌هرمه پوسر دی کوستا چیره شد. میزان مشارکت در مرحله دوم انتخابات ۶۵ درصدبود.

## نظام انتخاباتی
رئیس‌جمهور سائو تومه و پرنسیپ با استفاده از نظام دو دوره‌ای که طول هر دوره پنج ساله است انتخاب می‌شود. اگر در مرحله اول رای‌گیری هیچ نامزدی به بیش از ۵۰درصد آرا را دست پیدا نکند، سرنوشت انتخابات در مرحله دوم با دو نامزد برتر برگزار می‌شود. نقش رئیس‌جمهور تا حد زیادی تشریفاتی است و قدرت در دست نخست‌وزیر است.
در مجموع ۱۲۳۳۰۲ رأی دهنده ثبت شده که از این تعداد ۱۴۶۹۳نفر در خارج از کشور بودند، از جمله ۷۳۷۸ نفر در پرتغال شرکت کردند.

## سرانجام
کارلوس ویلا نوا گفت: «با اعلام نتایج اولیه، من در آن انتخابات به روشنی پیروز شدم و این نتیجه به من اجازه می‌دهد تا به عنوان رئیس‌جمهور منتخب به‌شمار می‌روم.»
خورخه بوم عیسی، نخست‌وزیر سائوتومه و پرینسیپ، روز یکشنبه ۵ سپتامبر برای پیروزی در مرحله دوم انتخابات به کارلوس ویلا نوا، رئیس‌جمهور منتخب تبریک گفت و گفت: «برای همه همکاری و وفاداری» در دسترس است.
ویلا نوا همچنین پیام تبریک رئیس‌جمهور آنگولا، ژائو لورنسکو، و رئیس‌جمهور پرتغال، مارسلو ربلو دو سوسا را دریافت کرد.